# Xinzhen, Heilongjiang
Xinzhen (kinesiska: 新镇, 新镇乡) är en socken i Kina. Den ligger i provinsen Heilongjiang, i den nordöstra delen av landet, omkring 440 kilometer öster om provinshuvudstaden Harbin. Antalet invånare är 3 699. Befolkningen består av 1 722 kvinnor och 1 977 män. Barn under 15 år utgör 8,0 %, vuxna 15-64 år 82 %, och äldre över 65 år 8,0 %.
Genomsnittlig årsnederbörd är 841 millimeter. Den regnigaste månaden är juli, med i genomsnitt 185 mm nederbörd, och den torraste är januari, med 7 mm nederbörd.